# Grand Prix 6; LKAB Sea Ice Classic 2024
De Marathonschaatsen 2023/2024 Grand Prix 6; LKAB Sea Ice Classic 2024 was de vijfentwintigste wedstrijd van het Marathonseizoen en de vijfde wedstrijd van de Grand Prix die op zondag 25 februari 2024 plaatsvond op de Botnische Golf in Zweden. De zesde wedstrijd om de natuurijs Grand Prix, was een wedstrijd over 100 km bij de mannen en 150 km bij de vrouwen. Omdat dit de finale was, waren er voor de top tien meer punten te verdienen.  
De natuurijs 'Grand Prix' bestaat uit een reeks van zes wedstrijden waarbij buitenlands natuurijs centraal staat. De eerste drie wedstrijden worden gereden op de Weissensee (Oostenrijk). De laatste drie wedstrijden worden gereden op de Botnische Golf bij Luleå (Zweden). De afstanden variëren tussen de 30 en 200 kilometer. Zowel de mannen als vrouwen rijden de Grand Prix wedstrijden en na zes wedstrijden wordt een eindklassement opgemaakt.

Bij de mannen had Gary Hekman de wedstrijd gewonnen. Hekman, die samen met Maikel Stam, Niels Overvoorde en Homme Jan de Groot, de vroege ontsnapping vormde en in de finale na afhaken van Stam nog gezelschap kreeg van Ronald Kruijer en Marco van der Tuinm pakte voor het eerst in vier jaar weer een overwinning in een Grand Prixwedstrijd. In de sprint was Hekman Homme Jan de Groot en Niels Overvoorde te snel af. Jeroen Janissen finishte in de achtervolgende groep als achtste en pakte de eindwinst in de Grand Prix. Esther Kiel won de wedstrijd bij de vrouwen. Na 100 kilometer was Kiel medevluchtster Femke Mossinkoff de baas met wie zij in de finale uit het uitgedunde peloton was ontsnapt. Voor Mossinkof was het de eerste podiumplaats in een Grand Prix-wedstrijd. Oranjepakdraagster Tessa Snoek won de sprint van de achtervolgende groep op bijna een minuut om de derde plaats en stelde de eindwinst in de Grand Prix veilig.

## Tijdschema
| Datum                   | Tijd (CET)                     | Onderdeel |
| ----------------------- | ------------------------------ | --------- |
| Zondag 25 februari 2024 | 10:00                          | Vrouwen   |
| Zondag 25 februari 2024 | Vertrokken na de start vrouwen | Mannen    |

## Podia
| Klasse              | Eerste      | Tweede             | Derde            |
| ------------------- | ----------- | ------------------ | ---------------- |
| Top-divisie mannen  | Gary Hekman | Homme Jan de Groot | Niels Overvoorde |
| Top-divisie vrouwen | Esther Kiel | Femke Mossinkoff   | Tessa snoek      |

## Uitslag Top-divisie mannen[2]
| #      | Rijder               | Nationaliteit | Ploeg                           | Punten |
| ------ | -------------------- | ------------- | ------------------------------- | ------ |
| Goud   | Gary Hekman          | Nederland     | Royal A-ware                    | 50,1   |
| Zilver | Homme Jan de Groot   | Nederland     | Jumbo-Visma                     | 40     |
| Brons  | Niels Overvoorde     | Nederland     | Sportchaletviehhofen.at         | 32     |
| 4      | Marco van der Tuin   | Nederland     | A6.nl / KMC                     | 26     |
| 5      | Ronald Kruijer       | Nederland     | Bouwselect / De Haan Westerhoff | 22     |
| 6      | Crispijn Ariëns      | Nederland     | Team Reggeborgh                 | 20     |
| 7      | Jordy Harink         | Nederland     | Royal A-ware                    | 18     |
| 8      | Jeroen Janissen      | Nederland     | OKAY/Interfarms                 | 16     |
| 9      | Luc ter Haar         | Nederland     | Bouwselect / De Haan Westerhoff | 14     |
| 10     | Joram Verkerk        | Nederland     | VGR Sport / Mechan Groep        | 12     |
| 11     | Chiel Smit           | Nederland     | Sprog                           | 10     |
| 12     | Daan Gelling         | Nederland     | Royal A-ware                    | 9      |
| 13     | Bart Mol             | Nederland     | A6.nl / KMC                     | 8      |
| 14     | Ruben Marinus        | Nederland     | Sprog                           | 7      |
| 15     | Christoffel Hendriks | Nederland     | Port of Amsterdam / SKITS       | 6      |
| 16     | Kevin van der Horst  | Nederland     | OKAY/Interfarms                 | 5      |
| 17     | Klaas Poortinga      | Nederland     | Sprog                           | 4      |
| 18     | Evert Hoolwerf       | Nederland     | Team Reggeborgh                 | 3      |
| 19     | Niels Immerzeel      | Nederland     | VGR Sport / Mechan Groep        | 2      |
| 20     | Roel Boek            | Nederland     | Port of Amsterdam / SKITS       | 1      |

150 kilometer
4:16:00uur (gem. 512,0sec) 35,2km/h

## Uitslag Top-divisie vrouwen[3]
| #      | Rijder                | Nationaliteit | Ploeg                                        | Punten |
| ------ | --------------------- | ------------- | -------------------------------------------- | ------ |
| Goud   | Esther Kiel           | Nederland     | BDM-BTZ                                      | 50,1   |
| Zilver | Femke Mossinkoff      | Nederland     | Van Ramshorst Renault                        | 40     |
| Brons  | Tessa Snoek           | Nederland     | VGR Sport / Vreugdenhil Dairy Foods          | 32     |
| 4      | Merel Bosma           | Nederland     | BDM-BTZ                                      | 26     |
| 5      | Elsemieke van Maaren  | Nederland     | BDM-BTZ                                      | 22     |
| 6      | Beau Wagemaker        | Nederland     | PGM Bakker                                   | 20     |
| 7      | Janne Berkhout        | Nederland     | Van Ramshorst Renault                        | 18     |
| 8      | Olin Verhoog          | Nederland     | Haak powered by OCRE                         | 16     |
| 9      | Ineke Dedden          | Nederland     | PGM Bakker                                   | 14     |
| 10     | Dieuwertje van Kalken | Nederland     | Turner                                       | 12     |
| 11     | Eline Cox             | Nederland     | Vector                                       | 10     |
| 12     | Tjilde Bennis         | Nederland     | Turner                                       | 9      |
| 13     | Muriël Meijer         | Nederland     | Haak                                         | 8      |
| 14     | Pien van den Bos      | Nederland     | Wokke Vastgoed                               | 7      |
| 15     | Nienke Smit           | Nederland     | Haak powered by OCRE                         | 6      |
| 16     | Emma Engbers          | Nederland     | VGR Sport / Vreugdenhil Dairy Foods          | 5      |
| 17     | Luna Jonkers          | Nederland     | PGM Bakker                                   | 4      |
| 18     | Roos Markus           | Nederland     | VGR Sport / Vreugdenhil Dairy Foods          | 3      |
| 19     | Amber Siegers         | Nederland     | Skadi / P&G Safety / Mark Bouman Grondwerken | 2      |
| 20     | Claudia Oranje        | Nederland     | Vangnet                                      | 1      |

100 kilometer

3:09:22uur (gem. 568,1sec) 31,7km/h
Marathon Cup 1 · 
Marathon Cup 2 · 
Marathon Cup 3 ·
Marathon Cup 4 · 
Marathon Cup 5 · 
Marathon Cup 6 · 
Marathon Cup 7 · 
Marathon Cup 8 · 
Staatsloterij Schaatsmarathon · 
Marathon Cup 9 · 
NK kunstijs · 
Marathon Cup 10 · 
Eerste schaatsmarathon op natuurijs · 
Tweede schaatsmarathon op natuurijs · 
Marathon Cup 11 · 
Marathon Cup 12 · 
Grand Prix 1 · 
Open NK natuurijs · 
Grand Prix 2 · 
Grand Prix 3 ·
Marathon Cup 13 ·
Marathon Cup 14 · 
Grand Prix 4 · 
Grand Prix 5 · 
Grand Prix 6 ·  
Marathon Cup 15
Klassementen: KNSB Cup ·
Jongeren · 
Ploegen ·
Grand Prix ·
Club-assistent Brabantcup ·
Natuurijs vierdaagse
Lijst van schaatsmarathonrijders 2023/2024